# ألكسندر لوبيز (لاعب كرة قدم)
ألكسندر لوبيز (بالإسبانية: Alexander Agustín López) (و. 1992  م) هو لاعب كرة قدم، من هندوراس، ولد في تيغوسيغالبا، شارك في ألعاب أولمبية صيفية 2012، يلعب كلاعب وسط.

## روابط خارجية
- ألكسندر لوبيز على موقع الاتحاد الدولي (مؤرشف)  (الإنجليزية)
- ألكسندر لوبيز على موقع الدوري الأمريكي (الإنجليزية)
- ألكسندر لوبيز على موقع قاعدة بيانات كرة القدم.إي يو (الإنجليزية)
- ألكسندر لوبيز على موقع ناشيونال فوتبول تيمز (الإنجليزية)
- ألكسندر لوبيز على موقع Soccerway.com (الإنجليزية)
- ألكسندر لوبيز على موقع أوليمبيديا (الإنجليزية)
- ألكسندر لوبيز على موقع AS.com (الإسبانية)